# Francesco Mauro
Francesco Mauro (ur. 3 marca 1887 w Domodossola, zm. 13 stycznia 1952 w Mediolanie) – włoski dyrektor sportowy.
Od 1915 do 1921 był prezydentem Włoskiej Federacji Piłkarskiej. W latach 1919–1920 był trenerem Interu Mediolan wraz z Nino Resegottim. Był również prezydentem CONI w latach 1921–1923.